# Оранжевоголовый пеночковый певун
Оранжевоголовый пе́ночковый певу́н (лат. Leiothlypis celata) — вид птиц семейства древесницевых. Выделяют четыре подвида. Распространены в Северной Америке. Птицы северных популяций улетают на зимовку в Мексику, на юг США, Багамы и север Центральной Америки; особи южных популяций ведут оседлый образ жизни.

## Описание
Оранжевоголовый пеночковый певун достигает длины 11—14 см и массы от 7 до 11 г; размах крыльев составляет около 18,4 см. У взрослых особей верхняя часть тела однотонная, тёмно-оливково-зелёная, надхвостье и верхние кроющие перья хвоста с желтоватым оттенком, макушка и задняя часть шеи более серая. Макушка с коричневато-оранжевым пятном, которое обычно скрыто. Радужная оболочка чёрная, прерывистое окологлазное кольцо беловатое или жёлтое, разделено тёмной линией за и перед глазом. Нижняя сторона тела зеленовато-жёлтая, со слабыми прожилками, окраска варьируется у разных подвидов от тусклого до яркого жёлтого цвета. У тусклых особей выделяются ярко-жёлтые нижние кроющие перья хвоста. Клюв маленький и острый, с тонким кончиком. Клюв и ноги тёмные. Половой диморфизм слабо выражен, самки, как правило, более тусклые, с нечётким или отсутствующим оранжевым пятном на макушке. Окраска оперения у размножающихся и не размножающихся птиц идентичная. У птиц первого года жизни оперение часто более тусклое, чем у взрослых особей; в первый год жизни у подвидов L. c. celata и L. c. orestera голова более седая, чем у других подвидов. Молодые особи похожи на взрослых, но в целом более тусклые, со слабыми полосками на крыльях, которые исчезают после линьки. Окраска подвидов, как правило, варьируется от самой тусклой на востоке до самой яркой на западе ареала.

## Вокализация
Поёт только самец. Пение довольно разнообразно и описывается как трель высокого тона, становящаяся слабее к концу; или как полная и сильная, не очень высокого тона, резко переходящая в восходящую гамму «chee chee chee chew». Также описывается как напоминающий лошадиное whinny. Хотя некоторые песни, по сути, однотонные, чаще всего они изменяются по высоте, часто кажется, что они повышаются в середине, а затем снижаются до более отчетливых конечных нот. У разных особей песня может быть очень разной; и особи часто выделяются по характерному рисунку песни. Песни в полете неотличимы от тех, что исполняются с присады. Пение у разных подвидов несколько различается: у подвида L. c. celata более тонкая и медленная трель, чем у L. c. lutescens, а у L. c. sordida — более медленная и низкочастотная, чем у L. C. lutescens. Позывка представлена резким звуком «chip». Его издают как самец, так и самка во время поиска пищи, когда самка выпархивает из гнезда или когда кто-то приближается к гнезду. 

## Подвиды и распространение
Выделяют четыре подвида:
- Leiothlypis celata celata  (Say, 1822) — гнездится от центра Аляски до юга Канады, зимует на Багамах, юго-востоке США и востоке Мексики и реже южнее до Бермудских островов, Белиза и востока Гватемалы
- Leiothlypis celata lutescens  (Ridgway, 1872) — гнездится от залива Кука, Аляска, на юг вдоль прибрежных и островных районов на юго-востоке Аляски, на западе Британской Колумбии, западе Вашингтона и западе Орегона. Зимует от центра Калифорнии и юго-запада Аризоны и южнее через запад Мексики, в том числе на полуострове Калифорния, и эпизодически до запада Гватемалы
- Leiothlypis celata orestera  (Oberholser, 1905) — гнездится исключительно в районах Скалистых гор и Большого Бассейна от юго-запада штата Вашингтон и севера Британской Колумбии до юга Аризоны, юга Южной Каролины, юга Нью-Мексико и запада Техаса и локально на восточном склоне Сьерра-Невады, Калифорния; зимует на юге Калифорнии, юге Невады и до центра Аризоны, юга Техаса и юга Мексики.
- Leiothlypis celata sordida (Townsend, 1890) — круглогодично на юге Калифорнии (юго-запад США) и северо-западе Мексики

## Биология
Естественными местами обитания являются кустарниковые заросли, чапараль, подлесок и кроны деревьев. Обычно добывает пищу в густой зелёной листве на высоте 1,5—10 м от земли, но при осмотре коры и на наружных ветвях деревьев. Порхает по растительности, собирая урожай с кончиков веток, листьев и цветов на деревьях; быстро перебирается с одной присады на другую; иногда охотится на древесных или летающих насекомых. Питается в основном беспозвоночными, но в состав рациона входят ягоды, фрукты, древесный сок и т.д..
Гнездо строит только самка. Гнездо обычно защищено нависающей растительностью, размещается на земле или вблизи неё в кустарниковых зарослях, папоротниках, виноградных лозах, деревьях, а также часто в небольших расщелинах или углублениях в земле или в скале. Гнездо представляет собой маленькую открытую чашечку, сооружённую из листьев и тонких веточек, растительного пуха, коры, корешков, мха, часто овечьей шерсти, лоток выстилается более тонкой сухой травой, мхом, мехом мелких животных или лосиным/конским волосом. В кладке 3—6 (обычно 4 или 5) яиц. Яйца белого или кремового цвета, с мелкими красновато-коричневыми или каштановыми крапинками. Насиживает кладку только самка в течение 11—14 дней. Птенцы оперяются через 8—10 дней.